# Червен гривест лемур
Червеният гривест лемур (Varecia rubra) е един от двата вида в род гривести лемури (Varecia) от семейство Лемурови (Lemuridae), наред с черно-белия гривест лемур (Varecia variegata). Както всички лемури, червеният гривест лемур произхожда от остров Мадагаскар и се среща само в дъждовните гори на Масоала, в североизточната част на острова.

## Физически характеристики
Червеният гривест лемур тежи около 3.5–4 kg. Дължината на тялото му е 53 cm, а на опашката около 60 cm. С тези си размери, той е една от най-големите полумаймуни в Мадагаскар. Женската е малко по-едра от мъжкия.
Меката гъста козина на лемура е на цвят ръждиво червена и черна (на главата, корема, опашката, стъпалата и вътрешната част на краката). На тила има млечнобяло петно. Някои екземпляри имат бяло или розово петно на задната част на крайниците, или пръстени в подобен цвят в основата на опашката.

## Поведение
Червеният гривест лемур е много чистоплътно животно и прекарва много време в пощенето на козината си. Долните му резци и ноктите на средните пръсти на краката му са специално приспособени за пощене. Долните резци растат напред, леко раздалечени, с което наподобяват гребен, с който лемурът приглажда дългата си пухкава козина.
В дивата природа лемурът живее около 15–20 години. В плен може да живее и до 25 години, а известен случай и на лемур живял 33 години. Той е дневно животно, най-активно сутрин и вечер.

### Хранене
Храни се основно с плодове, цветен прашец и нектар. При липса на плодове се задоволява с листа и семена.

### Социални йерархии
Червените гривести лемури обичайно живеят в малки матриархатни групи от 2-16 екземпляра, но са срещани и групи до 32 екземпляра.

### Размножаване и отглеждане на малките
За разлика от други дневни полумаймуни, женските червени гривести лемури строят на 10–20 метра над земята гнезда, направени от клонки, листа, увивни растения и козина. Както другите лемури и много от бозайниците на остров Мадагаскар, размножителният период на червения гривест лемур е фиксиран и съвпада с края на сухия сезон (май – юли). Така малките се раждат през влажния сезон, когато има повече храна.
Бременността при червения гривест лемур продължава 102 дни. Женската ражда до 6, но обичайно до 2-3 малки. Новородените имат козина и проглеждат веднага, но са неподвижни. Женската ги отглежда в гнездото до седмата им седмица, а ги отбива на четвъртия месец. Изследвания показват, че 65% от новородените не достигат до тримесечна възраст и често умират при падане от гнездото.

### Общуване
Служителите на Duke Lemur Center в Университета Дюк са регистрирали около 12 различни сигнали на червени гривести лемури. Установено е, че червените и черно-белите гривести лемури разбират взаимно сигналите си, въпреки че обитават различни части на Мадагаскар. Важно средство за предаване на информация е и маркирането на територия.

## Природозащитен статут
Червеният списък на световнозастрашените видове определя червения гривест лемур като застрашен вид основно по причина свиването на ареала му, лова и търгуването с лемури като домашни любимци. Основаването на Националния парк „Масоала“ през 1997 година спомага за защитаването на вида, макар че много червени гривести лемури не живеят на територията на резервата и продължават да са силно застрашени.
Точният статут на червения гривест лемур в диво състояние не е изцяло проучен, но скорошни изследвания показват, че той е застрашен с намаляваща популация в природата.
Два червени гривести лемура има в Софийския зоопарк.